# Championnat de Thaïlande de football de deuxième division
 (octobre 2017).
Si vous disposez d'ouvrages ou d'articles de référence ou si vous connaissez des sites web de qualité traitant du thème abordé ici, merci de compléter l'article en donnant les références utiles à sa vérifiabilité et en les liant à la section « Notes et références ».
La Thai League 2 (thaïlandais: ไทยลีก 2), communément appelé T2, est la deuxième division professionnelle de football en Thaïlande. Avant ce championnat s’appelait Thai Division 1 League. Les trois premiers du championnat sont promus en  Thai League 1 à la fin de la saison, tandis que les quatre derniers quatre sont relégués en  Thai League 3.
En 2008, l'Association de Football de Thaïlande (FAT) a réduit le nombre d'équipes de la ligue à 16 équipes (auparavant, il y avait deux groupes de 12 clubs). Pour la saison 2011, le nombre d'équipes a été augmenté à 18 équipes. La saison de Thai Division 1 se déroule de mars à octobre, avec des équipes jouant 34 parties chacune totalisant 306 matchs dans la saison. En 2017, l'Association de Football de Thaïlande a renommé le championnat Thai League 2. Elle est sponsorisée par Osotspa M-150 et donc officiellement connue sous le nom de Thai League 2 M-150 Championship.

## Palmarès
| #  | Saison    | Vainqueur                 | Deuxième                    | Troisième          |
| -- | --------- | ------------------------- | --------------------------- | ------------------ |
| 1  | 1997-1998 | Krung Thai Bank           | Osotsapa                    | Tobacco Monopoly   |
| 2  | 1998-1999 | Bangkok Bank of Commerce  | Assumption College Sriracha |                    |
| 3  | 1999-2000 | Royal Thai Police         | Royal Thai Navy             |                    |
| 4  | 2000-2001 | Tobacco Monopoly          | Bangkok Christian College   |                    |
| 5  | 2001-2002 | Bangkok Christian College |                             |                    |
| 6  | 2002-2003 | Bangkok University        | Royal Thai Navy             | PEA                |
| 7  | 2003-2004 | TOT                       | PEA                         |                    |
| 8  | 2004-2005 | Royal Thai Army           | Thai Honda                  |                    |
| 9  | 2005-2006 | Royal Thai Police         | Royal Thai Navy             |                    |
| 10 | 2007      | Customs Department        | Chula-Sinthana              | Coke-Bangpra       |
| 11 | 2008      | Muangthong United         | Sriracha                    | Royal Thai Navy    |
| 12 | 2009      | Police United             | Royal Thai Army             | Sisaket            |
| 13 | 2010      | Sriracha                  | Khonkaen                    | Chiangrai United   |
| 14 | 2011      | Songkhla                  | Chainat                     | BBCU               |
| 15 | 2012      | Ratchaburi                | Suphanburi                  | Bangkok United     |
| 16 | 2013      | Air Force United          | Singhtarua                  | PTT Rayong         |
| 17 | 2014      | Nakhon Ratchasima         | Saraburi                    | Navy               |
| 18 | 2015      | Police United             | Pattaya United              | Sukhothai          |
| 19 | 2016      | Thai Honda                | Ubon UMT United             | Port               |
| 20 | 2017      | Chainat Hornbill          | Air Force Central           | Prachuap           |
| 21 | 2018      | PTT Rayong                | Trat                        | Chiangmai          |
| 22 | 2019      | BG Pathum United          | Police Tero                 | Rayong             |
| 23 | 2020-2021 | Nongbua Pitchaya          | Chiangmai United            | Khon Kaen United   |
| 24 | 2021-2022 | Lamphun Warriors          | Sukhothai                   | Lampang            |
| 25 | 2022-2023 | Nakhon Pathom United      | Trat                        | Uthai Thani        |
| 26 | 2023-2024 | Nakhon Ratchasima         | Nongbua Pitchaya            | Rayong             |
| 27 | 2024–25   | Chonburi                  | Ayutthaya United            | Kanchanaburi Power |

- À partir de la saison 2020-2021, à la troisième place est indiqué le vainqueur des play-offs

### Nombre de victoires
| Club                      | Titre                                    |
| ------------------------- | ---------------------------------------- |
| Police United             | 4 (1999-2000), (2005-06), (2009), (2015) |
| Nakhon Ratchasima         | 2 (2014), (2023–24)                      |
| Krung Thai Bank           | 1 (1997-1998)                            |
| Bangkok Bank of Commerce  | 1 (1998-1999)                            |
| TTM                       | 1 (2000-2001)                            |
| Bangkok Christian College | 1 (2001-2002)                            |
| Bangkok University        | 1 (2002-2003)                            |
| TOT                       | 1 (2003-2004)                            |
| Royal Thai Army           | 1 (2004-2005)                            |
| Customs Department        | 1 (2007)                                 |
| Muangthong United         | 1 (2008)                                 |
| Sriracha                  | 1 (2010)                                 |
| Songkhla United           | 1 (2011)                                 |
| Ratchaburi                | 1 (2012)                                 |
| Air Force AVIA            | 1 (2013)                                 |
| Thai Honda Ladkrabang     | 1 (2016)                                 |
| Chainat Hornbill          | 1 (2017)                                 |
| PTT Rayong                | 1 (2018)                                 |
| BG Pathum United          | 1 (2019)                                 |
| Nongbua Pitchaya          | 1 (2021-2022)                            |
| Lamphun Warriors          | 1 (2021-2022)                            |
| Nakhon Pathom United      | 1 (2022-2023)                            |
| Chonburi                  | 1 (2024-2025)                            |

## Récompenses

### Meilleurs buteurs
| Saison  | Meilleur Buteur                         | Club                                   | Buts |
| ------- | --------------------------------------- | -------------------------------------- | ---- |
| 2023–24 | Deyvison Fernandes                      | Nakhon Ratchasima                      | 22   |
| 2022–23 | Ricardo Santos                          | Uthai Thani                            | 28   |
| 2021–22 | Thales Lima                             | Udon Thani (13) / Lamphun Warriors (9) | 22   |
| 2020–21 | Paulo Conrado                           | Khon Kaen United                       | 25   |
| 2019    | Tiago Chulapa                           | Rayong                                 | 19   |
| 2018    | Barros Tardeli                          | Trat                                   | 21   |
| 2017    | Jonatan Ferreira Reis                   | Kasetsart                              | 28   |
| 2016    | Hristijan Kirovski                      | Prachuap                               | 17   |
| 2015    | Felipe Ferreira Tana Chanabut           | Sukhothai Police United                | 25   |
| 2014    | Marc Landry Babo                        | Angthong                               | 19   |
| 2013    | Leandro de Oliveira da Luz              | Singhtarua                             | 24   |
| 2012    | Lee Tuck                                | Bangkok                                | 23   |
| 2011    | Adisak Srikampang Phuwadol Suwannachart | PTT Rayong Chainat                     | 21   |
| 2010    | Chainarong Tathong                      | Chula United                           | 19   |
| 2009    | Wutthipong Kerdkul                      | Rattana Bundit                         | 27   |
| 2008    | Tanongsak Promdard                      | Raj-Vithi                              | 18   |

### Récompense financière
- Vainqueur : 5 000 000 baht
- Deuxième : 3 000 000 baht
- Troisième: 1 000 000 baht